# Sokolovka (Sverdlovsk)
|  | Per a altres significats, vegeu «Sokolovka». |

Sokolovka (en rus: Соколовка) és un poble (un possiólok) de l'óblast de Sverdlovsk, a Rússia, segons el cens del 2010 tenia 229 habitants.